# Глоду-Петкари (Бузау)
Глоду-Петкари (рум. Glodu-Petcari) насеље је у Румунији у округу Бузау у општини Килииле. Oпштина се налази на надморској висини од 629 m.

## Становништво
Према подацима из 2002. године у насељу је живело 146 становника, од којих су сви румунске националности.